# Varangal
Varangal (telugsky వరంగల్) je město v Telangáně, jednom ze svazových států Indie. K roku 2011 měl zhruba 700 tisíc obyvatel a byl správním střediskem svého okresu.

## Poloha a doprava
Varangal leží v středovýchodní části Telangány, tedy ve východní části Dekánské plošiny. Je vzdálen přibližně 150 kilometrů severovýchodně od Hajdarábádu, hlavního města Telangány.

## Obyvatelstvo
Obyvatelstvo mluví převážně telugsky. Z náboženského hlediska jsou nejrozšířenější hinduismus (přes 83 %), pak islám (přes 14 %) a nakonec křesťanství (přes 1 %). Zbylá náboženství jako například džinismus a sikhismus jsou zastoupena méně.

## Dějiny
Varangal vznikl nejpozději v 8. století a už od 11. století byl významným střediskem východu Indie. Kolem roku 1300 měl již údajně přibližně sto tisíc obyvatel.